# Lanteira
Lanteira település Spanyolországban, Granada tartományban. Lanteira Alpujarra de la Sierra, Aldeire, Válor, Bérchules, Jérez del Marquesado, Alquife, Valle del Zalabí és La Calahorra községekkel határos. Lakosainak száma 543 fő (2024).

## Népesség
A település népessége az elmúlt években az alábbi módon változott:
| Lakosok száma | 588  | 507  | 528  | 567  | 572  | 526  | 552  | 588  | 571  | 543  |
|               | 2001 | 2004 | 2006 | 2009 | 2011 | 2014 | 2016 | 2019 | 2021 | 2024 |